# Bressolles (Allier)
Bressolles – miejscowość i gmina we Francji, w regionie Owernia-Rodan-Alpy, w departamencie Allier.

## Demografia
Według danych na rok 1990 gminę zamieszkiwało 957 osób, a gęstość zaludnienia wynosiła 41 osób/km². W styczniu 2015 r. Bressolles zamieszkiwały 1064 osoby, przy gęstości zaludnienia wynoszącej 45,6 osób/km².